# 翁啓恵
翁 啓恵（おう けいけい、英語: Chi-Huey Wong、1948年8月3日 - ）は、台湾出身でアメリカ合衆国の生化学者。専門は糖鎖化学。台湾人初のウルフ賞化学部門、ウェルチ化学賞受賞。中央研究院前院長。

## 来歴
台湾嘉義県出身。1970年国立台湾大学（台大）農業化学系卒業後、1977年台大大学院生化科学研究科より修士号、1982年マサチューセッツ工科大学から化学のPh.D.を取得。指導教授はジョージ・M・ホワイトサイズであった。
台大助教、テキサス農工大学助教授・准教授・教授、スクリプス研究所教授、中央研究院院長、理化学研究所チームリーダー等を歴任した。

## 受賞歴
- 1994年 - IUPAC International Carbohydrate Award
- 1998年 - ハリソン・ハウ賞（アメリカ化学会）
- 1999年 - 国際酵素工学賞（米国工学財団）
- 1999年 - クロード・S・ハドソン賞（アメリカ化学会）
- 2000年 - 大統領グリーンケミストリー・チャレンジ賞（アメリカ環境保護庁）
- 2005年 - アメリカ化学会有機合成化学創造賞
- 2008年 - F・A・コットン・メダル[2]
- 2012年 - 第17回日経アジア賞科学技術部門
- 2012年 - アーサー・C・コープ賞（アメリカ化学会）
- 2014年 - ウルフ賞化学部門
- 2015年 - ロバート・ロビンソン賞（王立化学会）[3]
- 2021年 - ウェルチ化学賞
- 2022年 - 化学パイオニア賞（アメリカ化学者協会）[4]
- 2023年 - International Barry Cohen Award（イスラエル化学学会）
- 2023年 - Foundation Lectureship Award（アジア化学協会連盟）

## 科学アカデミー会員
- 中央研究院院士
- アメリカ芸術科学アカデミーフェロー
- 米国科学アカデミー会員
- 世界科学アカデミー（TWAS）会員
- 全米発明家アカデミー（NAI）フェロー
- 欧州分子生物学機関（EMBO）会員